# Ballade nocturne
Ballade nocturne était une émission diffusée le dimanche soir entre 1999 et 2001 sur Fun Radio. Elle était animée par Max. Sa programmation comprenait uniquement de la musique relaxante regroupant divers courants musicaux allant de la musique d'ambiance à la musique de film en passant par du trip hop. Ces musiques étaient généralement entrecoupées de phrases ressemblant à des citations philosophiques.
Parfois des émissions spéciales étaient diffusées : soit elles se basaient sur un thème (musique de film, ...) soit elles avaient lieu pour un événement spécial (la 100e par exemple).
La diffusion de la programmation (track listing) était à l'époque une des particularités de cette émission. Ainsi les programmations étaient accessibles sur le site de Fun Radio ou pouvaient être envoyées par courriel ou courrier postal sur simple demande.